# Hudson River School

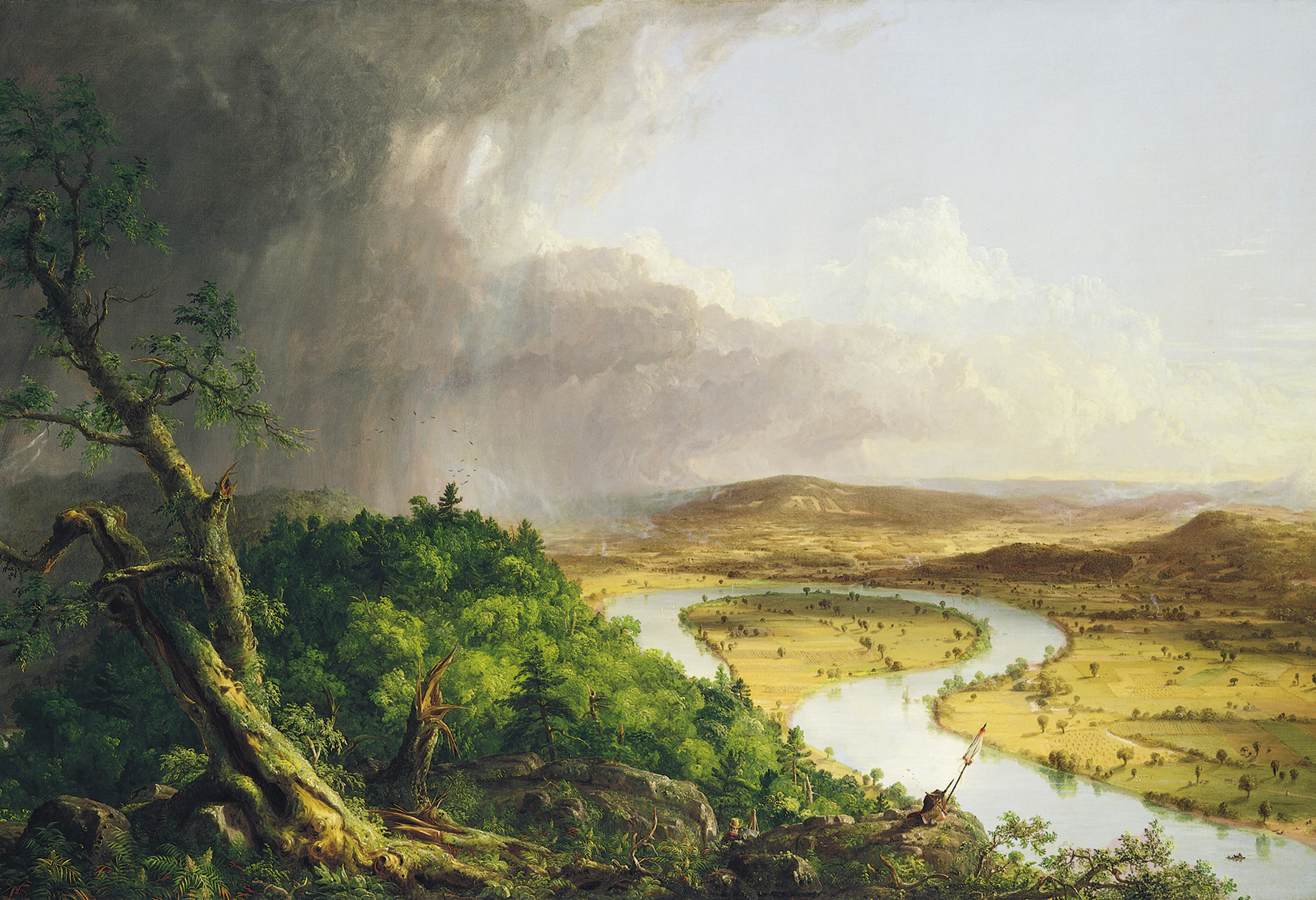
Thomas Coles The Oxbow, View from Mount Holyoke, Northampton, Massachusetts, after a Thunderstorm (1836).

De Hudson River School was een Amerikaanse kunststroming uit het midden van de 19e eeuw. De vertegenwoordigers van de Hudson River School waren een groep landschapschilders wier esthetische idealen sterk beïnvloed waren door de romantiek. De schilderijen die zij maakten, en waar de stroming uiteindelijk naar vernoemd is, beeldden de vallei van de Hudson-rivier af, alsook het omliggende gebied, waaronder de Catskills, Adirondacks en White Mountains. Kunstenaars van de tweede generatie zochten ook andere, verdere plaatsen op.
De schilder Thomas Cole wordt algemeen erkend als de oprichter van de Hudson River School. Asher Brown Durand, een vriend van Cole, was eveneens een prominent figuur in de stroming. Na Coles vroege dood in 1848 kwam er een tweede generatie op, waartoe Frederic Edwin Church, John Frederick Kensett en Sanford Robinson Gifford behoorden. Andere belangrijke figuren waren Albert Bierstadt en Thomas Moran.
- Bibliothèque nationale de France: cb12080856x (data)
- Gemeinsame Normdatei: 4160727-2
- Library of Congress Control Number: sh85062787
- Nationale Bibliotheek van Israël: 987007531296905171
- Système universitaire de documentation: 029115019